# اون‌بی‌نیلیوم

قرار گیری الکترون ها در اون‌بی‌نیلیوم

اون‌بی‌نیلیوم (انگلیسی: Unbinilium) که با نام اکا-رادیوم نیز شناخته می‌شود. عنصری با عدد اتمی ۱۲۰ است. نماد آن Ubn است. این عنصر هنوز تولید نشده‌است و تمام تلاش‌ها برای تولید آن ناموفق بوده‌است اما فرض می‌شود که در بلوک s قرار داشته باشد و دومین عنصر از هشتمین دوره جدول تناوبی در گروه عناصر قلیایی خاکی باشد.

## ویژگی‌ها
تا به امروز، همه تلاش ها برای ترکیب این عنصر ناموفق بوده است. موقعیت آن به عنوان هفتمین فلز قلیایی خاکی نشان می دهد که دارای خواص مشابه با فلزات قلیایی خاکی مانند بریلیوم، منیزیم، کلسیم، استرانسیوم، باریم و رادیوم است. با این حال، اثرات نسبیتی ممکن است باعث شود برخی از خواص آن با آنچه از یک برنامه مستقیم روندهای دوره‌ای انتظار می رود متفاوت باشد. به عنوان مثال، انتظار می‌رود اون‌بی‌نیلیوم نسبت به باریم و رادیوم واکنش‌پذیری کمتری داشته باشد و از نظر رفتاری به استرانسیوم نزدیک‌تر باشد، و باید حالت اکسیداسیون +2 که مشخصه فلزات قلیایی خاکی است را نشان دهد.